# Olympische Sommerspiele 1988/Teilnehmer (Tschad)
| Gelbes Symbol für Goldmedaillen mit stilisierten Olympischen Ringen | Graues Symbol für Silbermedaillen mit stilisierten Olympischen Ringen | Braundes Symbol für Bronzemedaillen mit stilisierten Olympischen Ringen |
| ------------------------------------------------------------------- | --------------------------------------------------------------------- | ----------------------------------------------------------------------- |
| —                                                                   | —                                                                     | —                                                                       |

Der Tschad nahm an den Olympischen Sommerspielen 1988 in Seoul, Südkorea, mit einer Delegation von sechs Sportlern (allesamt Männer) teil.

## Teilnehmer nach Sportarten

### Leichtathletik
- Ali Faudet
400 Meter: Vorläufe

- Seid Gayaplé
1500 Meter: Vorläufe

- Paul Ngadjadoum
Hochsprung: 25. Platz in der Qualifikation

- Ronodji Niakaken
5000 Meter: Vorläufe

- Ismael Yaya
10.000 Meter: Vorläufe

- Yussuf Moli Yesky
800 Meter: Vorläufe